# Vườn Cơ Hạ
Vườn Cơ Hạ hay Cơ Hạ viên (chữ Hán: 幾暇園) là một trong 5 khu vườn ngự uyển nằm bên trong Hoàng thành Huế. Vườn được xây dựng năm 1837 dưới thời Minh Mạng.

## Tên gọi
Cái tên vườn Cơ Hạ được lấy từ ý "Vạn Cơ Thanh Hạ" có nghĩa là sự bình an, an nhàn trong mọi cơ sự. Với tên gọi này, các vị vua triều Nguyễn dựng vườn chủ yếu nhằm mục đích nghỉ ngơi, đi dạo và ngắm cảnh giữa chốn cung đình sau sự vất vả, bận rộn nơi chốn cung đình thị phi.

## Đặc điểm
Vườn Cơ Hạ là một trong 5 khu vườn thượng uyển nằm trong Hoàng thành Huế (gồm vườn Thiệu Phương, Ngự Viên, Hậu Hồ, cung Trường Ninh và vườn Cơ Hạ)
Vườn tọa lạc ở góc đông bắc, rộng gần 5 mẫu (2,3 ha), trước giáp phủ Nội Vụ, sau giáp Hậu hồ, hai mặt đông tây giáp tường Hoàng thành và Tử cấm thành.
Vườn Cơ Hạ mang phong cách riêng, hoàn toàn khác biệt với các khu vườn còn lại trong cung. Cổng chính của vườn xây mặt về phía nam, mang tên Thượng Uyển môn. Trong cửa là điện Khâm Văn, lợp ngói lưu li vàng. Sau điện là Minh Hồ, giữa hồ dựng Quang Biểu các; phía sau lại có Thưởng Thắng lâu, xây mặt về hướng bắc. Bên trái lầu có nhà Hòa Phong tạ, bên phải có hành lang Khả Nguyệt; bao quanh có hồi lang Tứ Phương Ninh Mật. Phía đông vườn có Minh Lý Thư Trai, phía tây có Nhật Thận hiên. Phía tây Minh Hồ còn có sông Trại Vũ, động Phước Duyên, động Đào Nguyên. Chếch qua phía đông có cầu Kim Nghê trên có mái che. Bên trái lầu Thưởng Thắng là núi Thọ Yên, núi Trùng Đình, ao Thụy Liên, núi Quân Tử...
Vua Thiệu Trị đã từng đề vịnh về vườn Cơ Hạ với 14 cảnh khác nhau, như: Điện khai văn yến; Lâu thưởng Bồng doanh; Các minh tứ chiếu; Lang tập quần phương; Vũ giang thắng tích; Hồ tân liễu lãng; Tiên động phương tung... Các cảnh này đều được nhà vua cho vẽ tranh để minh họa (tranh gương, tranh mộc bản), một số bài thơ thì được khắc vào bia đá để dựng trong vườn.

## Lịch sử

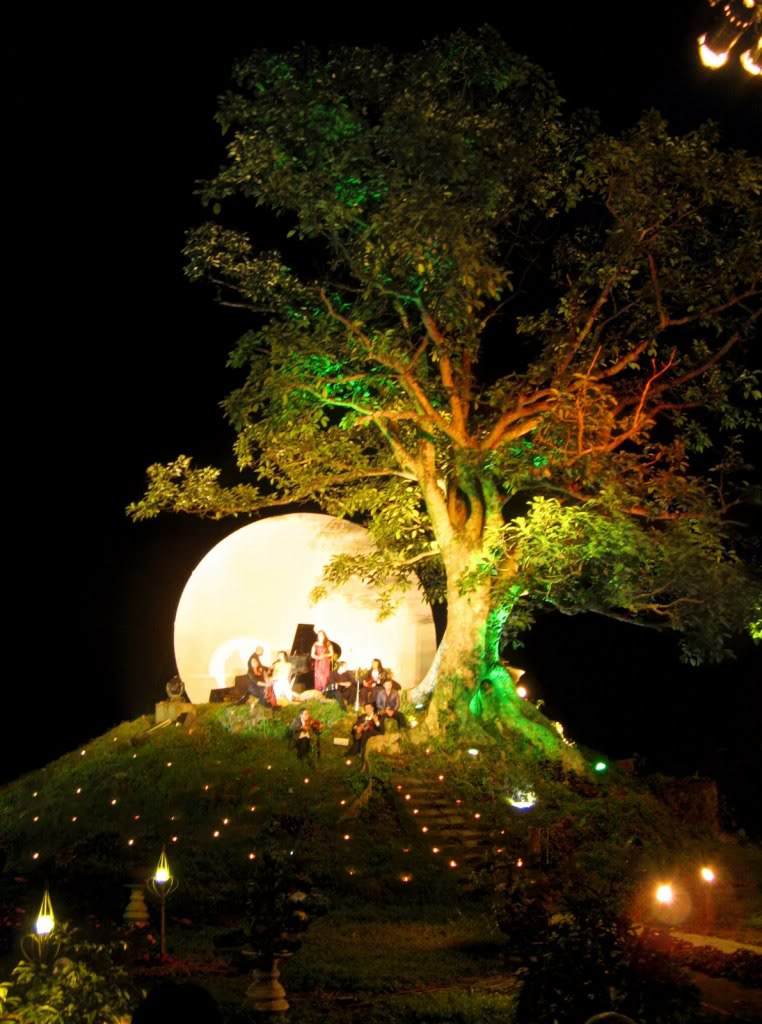
Vườn Cơ Hạ trong Festival Huế 2012

Theo sử liệu triều Nguyễn ghi lại rằng ban đầu vườn Cơ Hạ là nơi học tập của Thái tử Nguyễn Phúc Đảm (tức vua Minh Mạng về sau) khi còn ở trong cung. Năm Minh Mạng thứ 18 (1837), khu vực trên được sửa sang lại, mở rộng khuôn viên nối tiếp với Hậu Hồ (cũng là một vườn thượng uyển) với chức năng như một Ngự viên.
Năm Thiệu Trị thứ 3 (1843), nhà vua cho dựng thêm các đình, viện, đài tạ... như điện Khâm Văn, đình Vọng Hồ, lầu Thưởng Thắng, gác Quang Biểu, Minh Lý Thư trai, tạ Quang Phong, hiên Nhật Thận, cầu Kim Nghê, hồi lang Tứ Phương Ninh Mật... Trong vườn lại có cả hồ, động, sông, núi, giả sơn... khiến cho cảnh trí càng đa dạng phong phú, nâng cấp thành vườn thượng uyển, gọi là vườn Cơ Hạ. Trong đó đặc biệt có xây dải trường lang hình chữ khẩu chạy vòng quanh các công trình chính, gọi là Tứ Phương Ninh Mật Hồi Lang.
Thời Tự Đức còn bổ sung và sửa sang thêm một số công trình khác. Về cuối triều Nguyễn, do thiếu điều kiện chăm sóc nên khu vực vườn Cơ Hạ bị xuống cấp nghiêm trọng.
Năm Thành Thái thứ 17 (1905), triều đình cho giải phóng hành lang hai bên để làm nhà ở cho Biền binh.
Năm 2012, Sau một thời gian dài hoang phế, một trong những vườn Thượng uyển nổi tiếng cung đình Huế xưa là vườn Cơ Hạ với diện tích 16.800 m2 đã được Trung tâm Bảo tồn Di tích Cố đô Huế phục hồi lại như hình dáng những năm xưa nhân dịp Festival Huế.
Đến năm 2013 - 2014, Uỷ ban nhân dân tỉnh Thừa Thiên Huế đã tôn tạo mà mở rộng lại Cơ Hạ viên. Cùng với dấu vết của hang động, đồi núi, sông hồ cũ, khu vườn còn được phủ kín bởi cây xanh cùng các loài hoa và cây kiểng quý. Đặc biệt là trong Lễ hội Festival Huế 2014, khu vườn đã tạo thành một điểm nhấn đặc biệt, thu hút đông đảo du khách viếng thăm và tìm hiểu, thưởng ngoạn phong cảnh.

## Điện Khâm Văn
Dưới thời Gia Long, nơi đây là chỗ học tập trong nội đình lúc vua Minh Mạng còn nhỏ, đến khi ông lên ngôi thì nơi đây tôn lên làm Thiên Phủ. Tháng 11 năm Minh Mệnh thứ 20 (1839), nhà vua cho xây dựng lại và đặt tên là nhà Cơ Hạ (nhà nghỉ ngơi khi rỗi việc). Sang triều vua Thiệu Trị, vào tháng 10 năm 1843, vua Thiệu Trị cho mở rộng quy mô của nhà Cơ Hạ thành vườn Cơ Hạ. Vườn quay mặt về hướng nam, ngay phía trong cửa Thượng Uyển chính là điện Khâm Văn.
Điện Khâm Văn đóng vai trò kiến trúc chính, nằm trên trục chính và ở vị trí trung tâm của khu vườn gồm 1 tòa điện và 2 dãy nhà hành lang tả, hữu. Theo Đại Nam Hội Điển sử lệ ghi chép: Năm Tự Đức thứ nhất (1848) làm thêm một tòa 7 gian 2 chái, ở cột trước điện Khâm Văn, nóc có gắn cái hồ báu, sơn thếp tráng men, lợp bằng ngói lưu ly màu vàng. Về cấu trúc cũng giống như Điện Thái Hòa, Điện Cần Chánh… điện Khâm Văn là một tòa nhà kép, gồm hai bộ mái của tiền điện (nhà trước) và chính điện (nhà sau) nối liền với nhau bằng vì thừa lưu. Cả ba thành phần đó được kết cấu lại để tạo ra một không gian nội thất chung. Do công trình đã bị phá hủy nên thông tin về ngôi điện này phải dựa trên ghi chép ít ỏi trong tư liệu lịch sử và tài liệu Châu bản là chính.